# 연합군 점령하 오스트리아
연합군 점령하 오스트리아는 1945년부터 1955년까지 이어졌다. 오스트리아는 독일국의 일부로서 나치 독일과 같은 취급을 받았으나, 제2차 세계 대전 중인 1943년, 연합국들은 모스크바 선언을 통해 오스트리아가 독일의 침략 행위의 첫 희생자임을 고려해 전후에 해방된 독립국으로서 대우한다는 데에 합의했다. 전쟁 직후, 오스트리아는 독일과 같은 방식으로 4개 점령 지역으로 나뉘어 미국, 소련, 영국, 프랑스에게 분할점령되었다. 빈은 베를린과 같이 분할되었으나 도심부는 연합국 통제위원회(Allied Control Council)의 공동 통치를 받았다.
독일이 1949년 동독과 서독으로 분단된 반면, 오스트리아는 1955년까지 서방 연합국들과 소련의 분할점령을 유지했다; 오스트리아의 지위는 1955년 "흐루쇼프 해빙(Khrushchev Thaw)"으로 동서 간 관계가 개선될 때까지 냉전 속 논쟁으로 남았다. 오스트리아가 영세중립을 선언한 이후, 오스트리아는 1955년 5월 15일에 해방되었으며 그해 10월 25일에 마지막 점령군 병력이 철수했다.

## 배경
1943년의 모스크바 회담에서, 소련, 미국, 영국은 공동으로 1938년 독일의 오스트리아 병합은 "무효"라고 결정하였다. 또한 1938년 이후의 모든 행정적, 법적 조치들 또한 무효가 될 것이었다. 회담은 전후 오스트리아를 해방된 독립국으로 만들 것이면서도, 오스트리아는 불가피하게 "히틀러 치하 독일의 편에서 참전한" 책임을 지게 될 것이라고 선언했다.

## 점령의 시작

### 소련군의 점령
1945년 3월 29일 소련군의 표도르 톨부힌 사령관 휘하 병력이 부르겐란트주 클로스터마리엔베르크(Klostermarienberg) 지역의 오스트리아 국경을 넘었다. 4월 3일 빈 공세가 시작되자, 당시 니더외스터라이히주에 거주하던 오스트리아의 정치인 카를 레너는 소련 측과 접촉하기 시작했다. 이오시프 스탈린은 이미 오스트리아의 망명 공산주의자들로 내각을 수립하는 것을 계획하고 있었으나, 톨부힌의 전보는 스탈린을 레너의 편으로 돌렸다.
1945년 4월 20일, 소련은, 서방 연합국들의 의견을 구하지 않은 채, 레너에게 임시정부를 수립하도록 지시했다. 일주일 후 레너 내각이 구성되고, 나치 독일에서의 독립을 선언하고 오스트리아 제1공화국의 연장선상에서의 민주주의 국가의 수립을 요구했다. 소련군 치하에서 레너 내각은 고립되지 않았다; 내각 요인들은 지방 행정을 재조직하고 주지사들을 임명했고, 종종 주민들의 의견도 반영했으며, 이는 전쟁 중에 계속되었다.

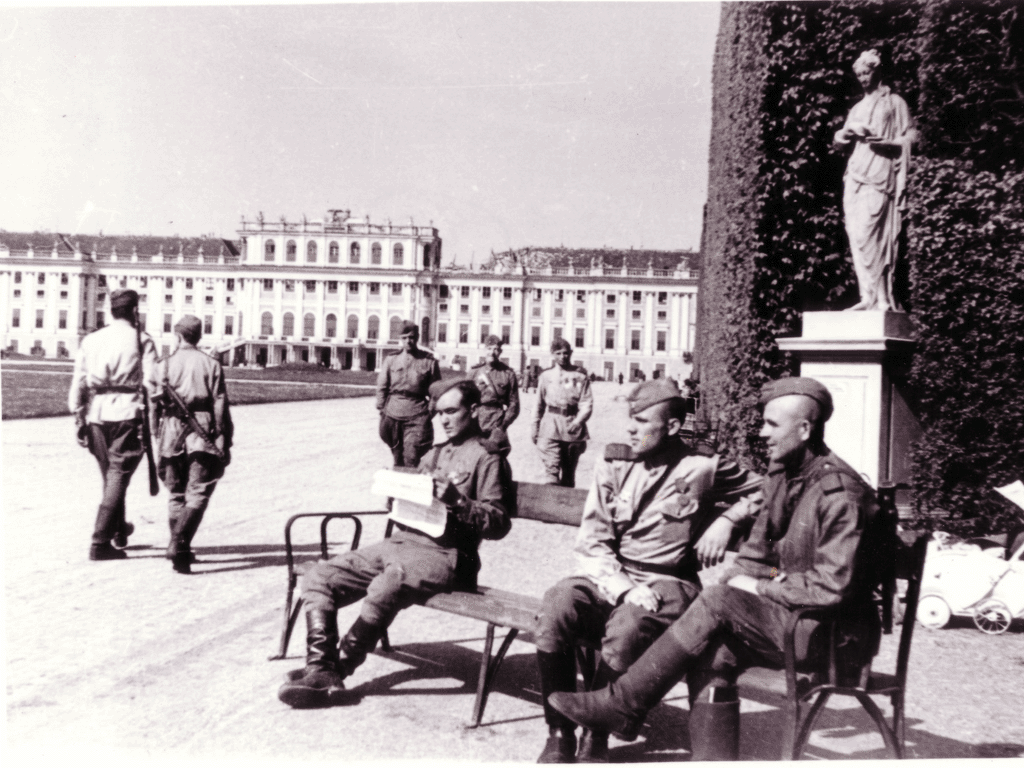
1945년 빈의 소련군

레너와 각료들은 소련 내무인민위원회 경호원들의 보호와 감시를 동시에 받았다. 내무부 장관과 교육부 장관 등 중요 직책을 포함해 레너 내각의 3분의 1 이상이 공산주의자였다. 서방 연합국들은 소련이 괴뢰 정권을 세우는 것으로 의심하여 레너 내각을 승인하지 않았다. 영국은 특히 적대적이었다; 심지어 레너가 크렘린의 앞잡이가 아니라 진실한 정치인이라고 믿던 해리 S. 트루먼도 그의 내각은 승인하지 않았다. 하지만 레너는 연방수상을 배출하지 못한 두 개 정당에서 각각 지명된 장관을 각 부처에 두 명씩 임명하면서까지 협치를 포기하지 않았다.
독일군이 독일 본토로 밀려나면서, 붉은 군대와 소련 내무인민위원회는 점령지를 샅샅이 뒤지기 시작했다. 5월 23일까지 붉은 군대 군인 268명, 독일 국방군 군인 1,208명, 민간인 1,655명이 구속되었다는 발표가 나왔다. 그 다음 주, 4만 명 이상의 코사크 군인들이 소련군에서 빠져나와 오스트리아 서부로 도망쳐 영국군에 항복했다. 7월과 8월, 소련 내무군(MVD) 4개 연대가 빈을 "처리"하고 체코슬로바키아와의 국경을 막기 위해 파견되었다.
붉은 군대는 빈 전투에서 17,000명을 잃었다. 하지만 빈에 입성한 소련군은 그 직후 몇 주 동안에 엄청난 수의 성범죄를 저질렀다. 붉은 군대에 의한 민간인 억압은 1945년 9월 28일 모스크바에서 고문을 금하는 명령이 내려올 때까지 붉은 군대에 대한 평판을 악화시켰다. 군인들이 집에 돌아갈 준비를 하면서 붉은 군대의 사기가 떨어졌다; 이반 코네프의 점령군으로 병력이 재배치된 것은 오스트리아인의 고통을 부분적으로 줄였을 뿐이다. 1945년과 1946년에 걸쳐, 소련군의 모든 계급에서 일어난 탈영과 약탈을 막기 위해 소련군 사령부에서 들인 모든 노력들이 수포로 돌아갔다. 오스트리아 경찰의 1946년 기록에 따르면, 주로 취한 상태의, "소련군 제복 차림의 남성들"의 사건이 신고된 전체 사건의 90% 이상에 달했다(미군 사건은 5~7%). 이와 동시에, 소련 당국은 오스트리아 경찰의 병력 확대와 무장화에 반대했다.

### 미군, 영국군, 프랑스군의 점령

오스트리아의 4개국 점령 지구

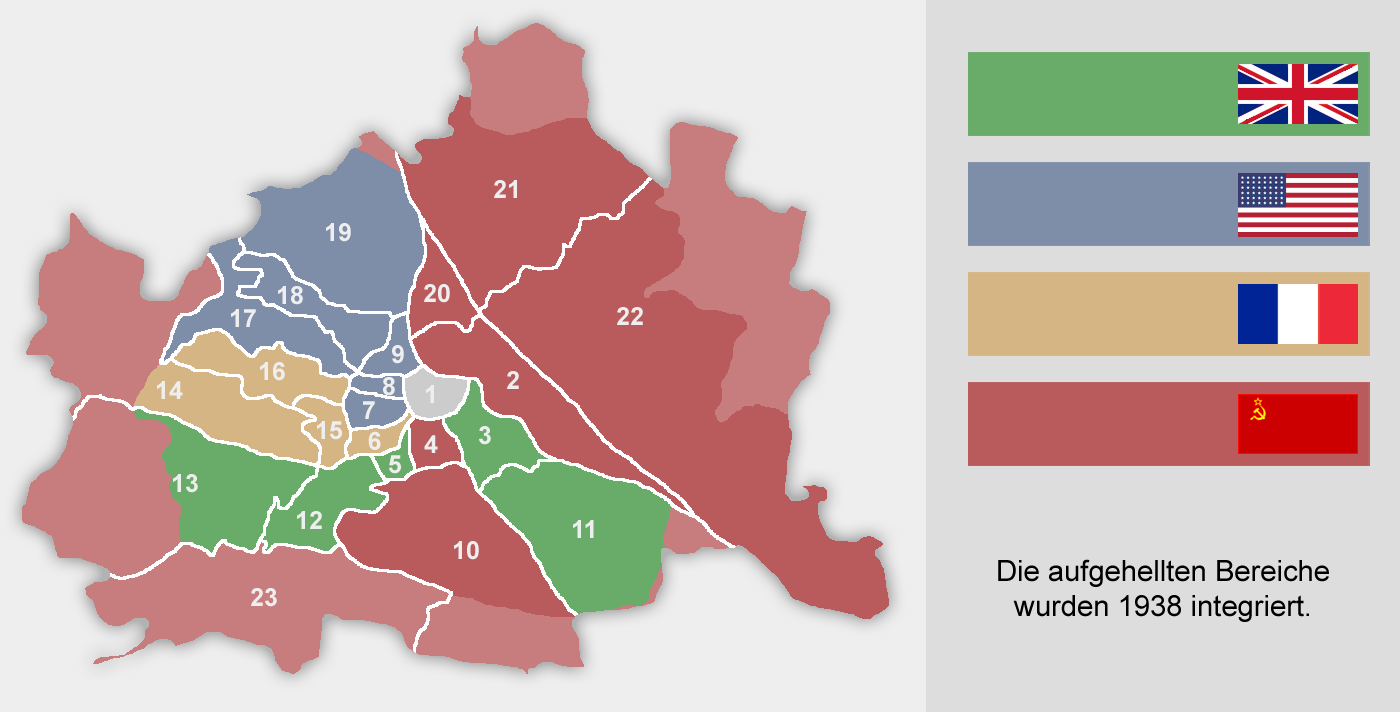
빈의 4개국 점령 지구

미군 제11기갑사단이 4월 26일에, 프랑스군 병력이 4월 29일에, 영국군 병력이 5월 8일에 오스트리아 국경을 넘었다. 1945년 7월 말까지 서방 연합국들 중 오스트리아 동부의 주요 정보들을 아는 이는 없었다(레너 내각에서도 서방의 상황은 아무것도 모르고 있었다).
1945년 7월 9일 연합국들은 점령 지역의 경계를 확정했다. 포어아를베르크와 북티롤은 프랑스군 점령지가 되었다; 잘츠부르크와 다뉴브 이남의 오버외스터라이히는 미군 점령지가 되었다; 동티롤, 케른텐과 슈타이어마르크는 영국군 점령지가 되었다; 부르겐란트, 니더외스터라이히, 그리고 다뉴브 이북의 오버외스터라이히는 소련군 점령지가 되었다. 프랑스군과 미군 점령지는 독일에서의 점령지와 닿아 있었고, 소련군 점령지는 동구권 국가들과 닿아 있었다. 빈은 4개 점령국에 의해 분할되었다. 빈 구시가지는 매달 점령국이 교체되는 국제 지역(International zone)으로 선언되었다. 점령군 교대는 7월 말까지 계속되었다.
첫 미군 병력이 1945년 7월 말에 도착했으며, 영국군 병력은 9월에 도착했다. 4개국 군정장관으로 구성된 연합국 통제위원회는 1945년 9월 12일에 처음 열렸다. 위원회는 레너 내각을 정부로 승인하지 않았지만, 그가 서방 점령지에서 영향력을 행사하는 것을 막지도 않았다. 레너는 강경 반공주의자 카를 그루버(Karl Gruber)를 외무장관으로 임명하여 공산주의의 영향력을 줄이고자 했다. 1945년 10월 20일, 레너의 새 내각은 서방 연합국들의 승인을 받아 제헌 선거 출마 허가를 얻었다.

### 전후 첫 총선거
1945년 11월 25일에 진행된 선거에서 오스트리아 공산당은 충격적인 5% 득표율을 냈다. 보수-진보정당의 연합인 국민당-사회민주당 연합은 90%의 득표율을 얻어, 내각을 장악하고 연방수상 자리에 율리우스 라브(Julius Raab)를 지명했다. 소련은 라브의 1930년대 정치 경력을 문제삼아 이에 거부권을 행사했다. 연방대통령 카를 레너는 그 대신, 의회의 동의를 얻어, 소련이 허용하지 않은 레오폴트 피글(Leopold Figl)을 임명했다. 소련은 오스트리아의 경제 자산을 대규모로 징발하는 것으로 대응했다.
포츠담 협정은 오스트리아 내 "독일의 해외 자산" 몰수를 허용했으며, 소련은 이 조항의 모호함을 최대한 활용했다. 1년이 다 지나기도 전에 소련은 5백만 미국달러 상당의 산업 시설을 해체해 동구권으로 반출했다. 미국 측 고등판무관 마크 웨인 클라크는 소련의 확장 의도에 강하게 반발했고, 조지 케넌의 긴 전보(The Long Telegram)와 함께 트루먼의 대소 강경책을 뒷받침했다. 따라서, 비쇼프(Bischof)에 따르면, 오스트리아에서의 냉전은 세계적 냉전 체제의 도래 1년 전인 1946년 봄에 시작되었다.
1946년 6월 28일, 연합국들은 제2차 통제 협정(Second Control Agreement)에 서명하여, 오스트리아 정부에 대한 지배를 약화시켰다. 오스트리아 의회는 사실상 연합국들의 통제에서 벗어났다. 이때부터 의회의 결정은 4개 연합국 대표 모두의 무기명 투표에 의해서만 뒤집어질 수 있게 되었다. 소련의 거부권 행사는 서방의 반대로 무효가 되었다. 다음 9년 동안 오스트리아는 서서히 외세의 통제에서 벗어났으며, "지도받는 국가"에서 완전한 독립국으로 변모했다. 오스트리아 정부는 미래에 대한 독자적 비전이 있었으며, 불리한 상황들에 대항하여 그들에게 이익이 되는 방향으로 돌려놓았다. 오스트리아의 독립에 대한 연합국들의 첫 회담은 1947년 1월에 진행되었으나, 소련이 차지한 "독일 자산"에 대한 문제로 인해 교착 상태에 빠졌다.

## 전후 처리
1945년 말 및 1946년 초 오스트리아 주둔 연합군 병력은 소련군 150,000명, 영국군 55,000명, 미군 40,000명, 프랑스군 15,000명에 이르렀다. 병력 유지비는 오스트리아 정부에 부과되었다. 처음에는, 오스트리아가 비용 전액을 지불해야 했다; 1946년의 점령 비용은 오스트리아의 전체 재정 지출의 35%에 이르는 금액으로, 연합국들에게 균등 분배되었다.
제2차 통제 협정 진행과 동시에, 소련은 오스트리아에서의 경제 정책을 외부로의 반출로부터 소련에 수용된 오스트리아 기업을 경영해 수익을 챙기는 방식으로 변경했다. 오스트리아의 공산주의자들은 스탈린에게 경제 전반을 국유화하자고 제안했지만, 스탈린은 이것이 너무 급진적이라고 보았다. 1946년 2월부터 6월까지, 소련은 점령지에 남겨진 수백 곳의 기업을 수용했다. 1946년 6월 27일, 소련은 이러한 자산들을 400개 이상의 기업들의 연합인 오스트리아 내 소련 자산 관리국(Управление советским имуществом в Австрии, УСИА)로 합쳤다. 이것은 오스트리아의 총생산의 5% 이상을 차지하지는 않았지만, 유리, 철강, 석유, 운송 산업에서는 상당한, 심지어 독점적인, 점유율을 보였다. 오스트리아 내 소련 자산 관리국은 오스트리아 경제의 다른 부문과는 느슨하게 연결되어 있었다; 생산물은 동구권으로 반출되었으며, 수익은 사실상 몰수당했고 소련은 세금을 내지 않았다. 오스트리아 정부는 오스트리아 내 소련 자산 관리국의 생산물에 대한 소유권을 인정하기를 거부했다; 이에 대한 보복 조치로써 오스트리아 내 소련 자산 관리국은 세금과 관세 부과를 거부했다. 이러한 상대적 이점은 오스트리아 내 소련 자산 관리국 내 기업들이 점점 노후화해감에도 망하지 않을 정도로 유지해 주었다. 소련은 수익으로 재투자를 할 의도가 없었고, 오스트리아 내 소련 자산 관리국의 자산은 점점 쇠퇴해 경쟁력을 잃고 말았다. 오스트리아 정부는 오스트리아 내 소련 자산 관리국의 보호를 받는 공산주의 준군사조직을 두려워했고 "식민지적 착취경제"라고 비난했다. 소련군 점령지의 경제는 결국 다른 점령지들과 통합되었다.
알프스의 분쟁지 남티롤은 이탈리아에게 돌아갔다. 남티롤을 이탈리아에 이양한다는 외무장관위원회(Council of Foreign Ministers)의 결정(1945년 9월 4일)은 오스트리아의 대중적 견해와 티롤의 독일어 사용 인구 20만 명의 강제 이주가 낳을 결과를 고려하지 않았다. 레너의 반발은 너무 늦었고 효과를 내기에 너무 약했다. 대중과 정부의 항의는 1946년 내내 계속되었다. 15만 남티롤 주민들의 서명 운동은 결정을 바꾸지 못했다. 남티롤은 현재 독일어 사용 인구가 다수를 차지하는 이탈리아의 자치현(볼차노현)으로 남아 있다.

## 냉전
영국은 1945년부터 비밀리에 국가헌병대(B-Gendarmerie)를 무장화하고 1947년에는 오스트리아군의 창설을 논의했다. 미국은 빈에서 또다른 베를린 봉쇄가 일어날 수 있다는 데에 두려워했다. 오스트리아 정부가 잘츠부르크에 비상 이전지를 구하는 동안 미군은 비상 삭량 창고를 만들어 채우고, 빈으로의 물자 공수를 준비했다. 미군 사령부는 비밀리에 오스트리아의 지하 군사조직을 주당 200명씩 훈련시켰다. 국가헌병대는 독일 국방군 군인들과 독립연합(Verband der Unabhängigen, VdU) 당원들을 공개적으로 모집했다; 오스트리아의 국가사회주의 독일 노동자당 당원 537,000명의 탈나치화는 대부분 1948년에 완료되었다.
오스트리아의 공산주의자들은 스탈린에게 오스트리아를 독일식으로 분단시키자고 주장했지만, 1948년 안드레이 즈다노프(Андрей Жданов)는 이 주장에 반대했다: 오스트리아는 다른 불안정한 위성국들보다도 협상 카드로서의 가치가 높았다. 오스트리아 독립에 대한 계속되는 회담들은 1948년에 중단되었지만 1949년에는 "거의 돌파구까지" 나아갔다. 소련은 반발을 대부분 없앴고, 이에 미국은 계략이라고 의심했다. 펜타곤은 서방 병력의 철수는 오스트리아를 체코슬로바키아 식의 소련의 침략에 무방비하게 놔두는 것이라 확신했다. 클라크는 철수 이전에 미국이 비밀리에 오스트리아에서 군대를 훈련시키고 무장화해야 한다고 주장했다. 국가헌병대의 고강도 비밀 훈련이 1950년에 시작되었지만 1951년에 미국의 국방비가 삭감되면서 곧 중지되었다. 국가헌병대는 기본적으로 대테러 경찰 병력으로서 훈련되었지만, 소련군 전술도 익혔고 소련의 침공 시 유고슬라비아와 연합하는 것도 기대했다.
1950년 가을에 서방 연합국들이 군정장관을 민간인 외교관으로 교체했지만, 전략적으로는 상황이 최악으로 우울해졌다. 한국 전쟁의 경험은 워싱턴에 오스트리아가 "유럽의 한국"이 될 수 있으며 미국이 "비밀 동맹국"의 재무장에 속도를 내야 한다는 것을 설득시켰다. 국제적 긴장은 내부적 경제 및 사회 위기와 함께 닥쳐왔다. 미국의 식량 보조금 삭감은 실질 임금의 폭락을 일으켰다. 정부와 노조의 협상은 교착 상태에 빠졌고, 공산주의자들이 1947년 식량 폭동 이후 최대인 1950년 총파업을 조직하게 되었다. 공산주의자들이 오스트리아 노조연합(Österreichischer Gewerkschaftsbund, ÖGB) 사무실을 점령하고 철도 운송을 방해했지만 대중의 충분한 지지를 모으는 데 실패하고 패배를 인정해야 했다. 소련과 서방 연합국들은 파업에 능동적으로 개입하려 하지 않았다. 파업은 프랑스와 CIA의 지원을 받은 오스트리아 서부의 무장화를 가속화했다. 한국 전쟁의 압박에도 불구하고, 1952년 말까지 프랑스와 독일에서 미국의 "비축물자 A(Stockpile A, A는 오스트리아Austria를 의미)"로 오스트리아군을 위한 군수물자 227,000톤이 비축되었다.

## 흐루쇼프 해빙
한국 전쟁의 휴전과 이오시프 스탈린의 사망은 대립을 완화시켰고, 오스트리아는 빠르게, 완전히는 아니지만, 비무장화되었다. 소련이 점령군 병력을 4만 명으로 줄여 오스트리아가 진 부담을 줄이자, 영국과 프랑스가 이에 따르며 점령군을 상징적인 수준으로까지 줄였다. 마침내, 소련이 군정장관을 민간인 외교관으로 교체했다.
율리우스 라브 수상은, 1953년 4월에 당선된 후, 친서방적인 그루버 외무장관을 경질하고 오스트리아에 더 중립적인 정책을 도입했다. 라브는 조심스럽게 소련에 오스트리아 독립에 대한 회담을 재개하는 것을 물어봤지만, 1955년 2월까지는 독일 문제로 인해 교착 상태에 빠져 있었다. 소련은 서방의 서독 재무장 전략을 용납할 수 없었다. 소련은 범유럽 안보 체제라는 역제안으로 대응하며, 이 안이 독일의 재통일을 더 빠르게 할 수 있을 것이라고 주장했지만, 이번에도 서방은 이를 계략이라고 의심했다. 특히 아이젠하워는 "크렘린 사람들의 신뢰성과 진정성에 대해 자신감이 완전히 부족하다... 크렘린은 세계의 소국들을 위한 발언권을 저지하고 있다"고 언급했다.
1955년 1월, 소련의 외교관 안드레이 그로미코, 블라디미르 세묘노프(Владимир Семёнов), 게오르기 푸시킨(Георгий Пушкин)은 비밀리에 뱌체슬라프 몰로토프에게 오스트리아와 독일 문제를 분리해서 생각하라고 조언했다. 몰로토프는 2월 8일 새로운 계획안을 공표했다. 그는 오스트리아 독립에 3가지 조건을 두었다: 중립, 외국군 주둔 금지, 그리고 독립 보장이었다.

## 점령의 종식
3월, 몰로토프는 오스트리아 대사 노르베르트 비쇼프(Norbert Bischoff)와의 여러 협의를 통해 그의 계획을 분명히 했다: 오스트리아는 더 이상 독일 문제에서의 인질이 아니었다. 몰로토프는 라브를 양자 회담에 초청했으며, 만약 성공한다면 4개 연합국의 회담으로 이어질 것이었다. 앤서니 이든 등은 모스크바의 초청은 독일 문제에서의 공세를 감추기 위한 위장술이었을 뿐이라고 언급했다. 서방은 소련이 오스트리아를 주로 군사적 자산이라고 여긴다고 잘못 판단했지만, 실제로는 순수하게 정치적인 문제에서였다. 오스트리아의 군사적 중요성은 소련-유고슬라비아 갈등과 이후의 바르샤바 조약 기구 설립 전까지 별로 크지 않았다.
서방의 우려는 실현되지 않았으며, 라브의 모스크바 방문(4월 12일–15일)은 돌파구를 뚫었다. 모스크바는 오스트리아가 12월 31일 이전에는 해방될 것이라는 데 동의했다. 몰로토프는 소련에 수감된 오스트리아인들의 석방과 송환도 약속했다.
서방 연합국들은 어안이 벙벙했다; 제프리 월린저(Geoffrey Wallinger)는 런던에 이 제안이 "솔직히, 역시 사실이라기에는 너무 좋았다"고 보고했다. 하지만 이 제안은 모스크바에서 동의했듯 1955년 5월 15일에 앙투안 피네(Antoine Pinay), 해럴드 맥밀런, 몰로토프, 존 포스터 덜레스, 피글이 오스트리아 국가 조약에 조인하는 데에까지 나아갔다. 조약은 7월 27에 발효되었고 10월 25일에 오스트리아는 점령군에게서 완전히 해방되었다. 소련은 빈에 대규모의 붉은 군대 기념탑(Heldendenkmal der Roten Armee)을 세우고 오스트리아 정부를 위해 상징적으로 소형화기, 포, T-34가 든 무기고를 남겨두었다; 미국은 "비축물자 A"라는 더 큰 선물을 남겨두었다. 이러한 결과에 공식적으로 반발한 유일한 정치인은 콘라트 아데나워로, 그는 이 사건을 "오스트리아의 완전한 스캔들(die ganze österreichische Schweinerei)"이라고 부르며 오스트리아인들이 "히틀러의 유산을 고국 오스트리아로 보내고 있다"고 비난했다.

## 같이 보기
- 제2차 세계 대전의 여파
- 독일의 연합군 군정기
- 소련의 점령지
- 오스트리아 국가 조약
- 제3의 사나이